# Rhopalomeces crassicornis
Rhopalomeces crassicornis är en skalbaggsart som först beskrevs av Raffaello Gestro 1892.  Rhopalomeces crassicornis ingår i släktet Rhopalomeces och familjen långhorningar. Inga underarter finns listade i Catalogue of Life.